# Юниорский тур ITF 2010 (девушки)
Цикл юниорских турниров ITF 2010 (англ. 2010 ITF Junior circuit) — это элитный юниорский тур теннисистов, организованный ITF, как подготовительная ступень к своим взрослым турам.
Статья содержит результаты турниров двух старших категорий (GA и G1) среди девушек.

## Расписание

### Категория А
| Дата начала | Турнир                                                                             | Чемпионы (Счёт финала)                           | Финалисты                                 |
| ----------- | ---------------------------------------------------------------------------------- | ------------------------------------------------ | ----------------------------------------- |
| 28 декабря  | International Casablanca Junior Cup Тлальнепантла-де-Бас, Мексика Хард Турнир 2010 | Сатиэ Исидзу 6-2 6-0                             | Моника Пуиг                               |
| 28 декабря  | International Casablanca Junior Cup Тлальнепантла-де-Бас, Мексика Хард Турнир 2010 | Габриэла Дабровски Мариэнн Жодун 3-6 6-1 [12-10] | Доротея Эрич Анита Гусарич                |
| 24 января   | Открытый чемпионат Австралии Мельбурн, Австралия Хард Турнир 2010                  | Каролина Плишкова 6-1 7-6(5)                     | Лора Робсон                               |
| 24 января   | Открытый чемпионат Австралии Мельбурн, Австралия Хард Турнир 2010                  | Яна Чепелова Шанталь Шкамлова 7-6(1) 6-2         | Тимея Бабош Габриэла Дабровски            |
| 15 марта    | Copa Gerdau Порту-Алегри, Бразилия Грунт Турнир 2010                               | Моника Пуиг 2-6 7-6(5) 6-3                       | Джессика Пегула                           |
| 15 марта    | Copa Gerdau Порту-Алегри, Бразилия Грунт Турнир 2010                               | Яна Чепелова Вивьен Юхасова 6-3 3-6 [10-6]       | Вероника Сепеде Роиг Моника Пуиг          |
| 17 мая      | Трофей Бонфильо Милан, Италия Грунт Турнир 2010                                    | Беатрис Капра 6-1 6-4                            | Лорен Дэвис                               |
| 17 мая      | Трофей Бонфильо Милан, Италия Грунт Турнир 2010                                    | Настя Колар Шанталь Шкамлова 6-3 6-3             | Яна Бучина Анна-Лена Фридзам              |
| 30 мая      | Открытый чемпионат Франции Париж, Франция Грунт Турнир 2010                        | Элина Свитолина 6-2 7-5                          | Унс Джабир                                |
| 30 мая      | Открытый чемпионат Франции Париж, Франция Грунт Турнир 2010                        | Тимея Бабош Слоан Стивенс 6-2 6-3                | Лара Арруабаррена Мария-Тереса Торро-Флор |
| 26 июня     | Уимблдон , Великобритания Трава Турнир 2010                                        | Кристина Плишкова 6-3 4-6 6-4                    | Сатиэ Исидзу                              |
| 26 июня     | Уимблдон , Великобритания Трава Турнир 2010                                        | Тимея Бабош Слоан Стивенс 6-7(7) 6-2 6-2         | Ирина Хромачёва Элина Свитолина           |
| 15 августа  | Юношеские Олимпийские игры Сингапур Хард Турнир 2010                               | Дарья Гаврилова 2-6 6-2 6-0                      | Чжэн Сайсай                               |
| 15 августа  | Юношеские Олимпийские игры Сингапур Хард Турнир 2010                               | Тан Хаочэнь Чжэн Сайсай 6-4 3-6 [10-4]           | Яна Чепелова Шанталь Шкамлова             |
| 5 сентября  | Открытый чемпионат США Нью-Йорк, США Хард Турнир 2010                              | Дарья Гаврилова 6-3 6-2                          | Юлия Путинцева                            |
| 5 сентября  | Открытый чемпионат США Нью-Йорк, США Хард Турнир 2010                              | Тимея Бабош Слоан Стивенс Без игры               | Ан-Софи Местах Сильвия Нирич              |
| 18 октября  | Osaka Mayor's Cup Осака, Япония Хард Турнир 2010                                   | Чжэн Сайсай 7-5 6-7(5) 7-6(3)                    | Михо Ковасэ                               |
| 18 октября  | Osaka Mayor's Cup Осака, Япония Хард Турнир 2010                                   | Эри Ходзуми Мию Като 6-4 1-6 [10-6]              | Дарья Сальникова Екатерина Семёнова       |
| 6 декабря   | Orange Bowl Ки-Бискейн, США Хард Турнир 2010                                       | Лорен Дэвис 6-3 6-7(7) 6-1                       | Грейс Мин                                 |
| 6 декабря   | Orange Bowl Ки-Бискейн, США Хард Турнир 2010                                       | Лорен Херринг Мэдисон Киз 6-4 0-6 [10-8]         | Маргарита Гаспарян Анна Познихиренко      |

Отдельно выделены турниры Большого шлема и юношеская Олимпиада.

### 1-я категория
| Дата начала | Турнир | Чемпионы (Счёт финала)                               | Финалисты                             |
| ----------- | --- | ---------------------------------------------------- | ------------------------------------- |
| 4 января    | Coffee Bowl Сен-Рафаэль, Коста-Рика Хард Турнир 2010                                                         | Ан-Софи Местах 7-6(9) 6-3                            | Моника Пуиг                           |
| 4 января    | Coffee Bowl Сен-Рафаэль, Коста-Рика Хард Турнир 2010                                                         | Ан-Софи Местах Деми Схюрс 6-4 6-1                    | Эллен Альгурин Тамара Чурович         |
| 11 января   | Copa Gatorade Каракас, Венесуэла Хард Турнир 2010                                                            | Каролин Гарсия 6-3 6-4                               | Вероника Сепеде Роиг                  |
| 11 января   | Copa Gatorade Каракас, Венесуэла Хард Турнир 2010                                                            | Ан-Софи Местах Деми Схюрс 6-3 6-4                    | Андреа Гамис Адриана Перес            |
| 15 января   | Loy Yang Traralgon International Траралгон, Австралия Хард Турнир 2010                                       | Тимея Бабош 6-2 6-3                                  | Сатиэ Исидзу                          |
| 15 января   | Loy Yang Traralgon International Траралгон, Австралия Хард Турнир 2010                                       | Эжени Бушар Луксика Кумкхум 6-1 6-2                  | Настя Колар Сильвия Нирич             |
| 18 января   | Czech International Junior Indoor Championships Пршеров, Чехия Ковёр(i) Турнир 2010                          | Ирина Хромачёва 7-6(1) 6-1                           | Магда Линетт                          |
| 18 января   | Czech International Junior Indoor Championships Пршеров, Чехия Ковёр(i) Турнир 2010                          | Клара Фабикова Пернилья Мендесова 1-6 6-3 [11-9]     | София Ковалец Илона Кремень           |
| 18 января   | Country Club Barranquilla Open Барранкилья, Колумбия Грунт Турнир 2010                                       | Ан-Софи Местах 7-5 6-4                               | Вероника Сепеде Роиг                  |
| 18 января   | Country Club Barranquilla Open Барранкилья, Колумбия Грунт Турнир 2010                                       | Ан-Софи Местах Деми Схюрс 7-5 6-3                    | Андреа Гамис Адриана Перес            |
| 1 марта     | Asuncion Bowl Ламбаре, Парагвай Грунт Турнир 2010                                                            | Вероника Сепеде Роиг 6-1 6-1                         | Адриана Перес                         |
| 1 марта     | Asuncion Bowl Ламбаре, Парагвай Грунт Турнир 2010                                                            | Эллен Альгурин Анна-Лена Фридзам 7-5 6-3             | Фернанда Брито Вероника Сепеде Роиг   |
| 8 марта     | ITF/LTAT Junior Championships Нонтхабури, Таиланд Хард Турнир 2010                                           | Ирина Хромачёва 6-3 4-6 6-1                          | Тамара Чурович                        |
| 8 марта     | ITF/LTAT Junior Championships Нонтхабури, Таиланд Хард Турнир 2010                                           | Тамара Чурович Чжэн Сайсай 6-3 6-3                   | Луксика Кумкхум Кира Шрофф            |
| 8 марта     | Banana Bowl Блуменау, Бразилия Грунт Турнир 2010                                                             | Беатрис Капра 6-7(5) 6-2 6-1                         | Ульрикке Эйкери                       |
| 8 марта     | Banana Bowl Блуменау, Бразилия Грунт Турнир 2010                                                             | Дениса Аллертова Пернилья Мендесова 3-6 6-1 [10-5]   | Сесилия Коста Мельжар Ульрикке Эйкери |
| 16 марта    | Sarawak Chief Minister's Cup Кучинг, Малайзия Хард Турнир 2010                                               | Тан Хаочэнь 3-6 7-6(0) 6-3                           | Каролин Гарсия                        |
| 16 марта    | Sarawak Chief Minister's Cup Кучинг, Малайзия Хард Турнир 2010                                               | Цзюань Тинфэй Чжэн Сайсай 6-7(7) 6-3 [10-5]          | Ирина Хромачёва Илона Кремень         |
| 23 марта    | Mitsubishi-Lancer International Juniors Championships Манила, Филиппины Хард Турнир 2010                     | Ирина Хромачёва 6-2 6-2                              | Тянь Жань                             |
| 23 марта    | Mitsubishi-Lancer International Juniors Championships Манила, Филиппины Хард Турнир 2010                     | Тамара Чурович Луксика Кумкхум 5-7 6-4 [10-8]        | Ирина Хромачёва Илона Кремень         |
| 30 марта    | Dunlop Japan Open Junior Championships Нагоя, Япония Ковёр Турнир 2010                                       | Сатиэ Исидзу 6-2 6-2                                 | Эри Ходзуми                           |
| 30 марта    | Dunlop Japan Open Junior Championships Нагоя, Япония Ковёр Турнир 2010                                       | Михо Ковасэ Риса Одзаки 7-6(2) 6-4                   | Джессика Рен Тянь Жань                |
| 5 апреля    | USTA International Spring Championships Карсон, США Хард Турнир 2010                                         | Криста Хардебек 0-6 6-3 6-2                          | Сачия Викери                          |
| 5 апреля    | USTA International Spring Championships Карсон, США Хард Турнир 2010                                         | Эллен Цай Моника Туревич 7-6(5) 6-1                  | Кайли Макфиллипс Шанель ван Нгуен     |
| 19 апреля   | Open International Juniors de Beaulieu sur Mer Больё-сюр-Мер, Франция Грунт Турнир 2010                      | София Ковалец 7-5 5-7 6-3                            | Юлия Путинцева                        |
| 19 апреля   | Open International Juniors de Beaulieu sur Mer Больё-сюр-Мер, Франция Грунт Турнир 2010                      | Каролин Гарсия Шарлен Сеатен 6-1 1-6 [10-6]          | Паула Каня Полина Пехова              |
| 10 мая      | Torneo Internazionale "Citta' Di Santa Croce" Mauro Sabatini Санта-Кроче-суль-Арно, Италия Грунт Турнир 2010 | Настя Колар 3-6 6-4 6-2                              | Кристина Дину                         |
| 10 мая      | Torneo Internazionale "Citta' Di Santa Croce" Mauro Sabatini Санта-Кроче-суль-Арно, Италия Грунт Турнир 2010 | Настя Колар Шанталь Шкамлова 6-1 7-6(4)              | Май Граге Чжэн Сайсай                 |
| 24 мая      | Astrid Bowl Charleroi Шарлеруа, Бельгия Грунт Турнир 2010                                                    | Ирина Хромачёва 6-2 6-4                              | Ан-Софи Местах                        |
| 24 мая      | Astrid Bowl Charleroi Шарлеруа, Бельгия Грунт Турнир 2010                                                    | Вероника Сепеде Роиг Кристина Дину 6-3 5-7 [10-7]    | Унс Джабир Чжэн Сайсай                |
| 8 июня      | International Junior Tournament of Offenbach/Main Оффенбах, Германия Грунт Турнир 2010                       | Кристина Дину 6-3 6-0                                | София Ковалец                         |
| 8 июня      | International Junior Tournament of Offenbach/Main Оффенбах, Германия Грунт Турнир 2010                       | Вероника Сепеде Роиг Кристина Дину 3-6 7-6(1) [10-5] | Ольга Янчук Юлия Вахачик              |
| 15 июня     | Mediterranee Avenir Касабланка, Марокко Грунт Турнир 2010                                                    | Анна Познихиренко 6-3 7-5                            | Наталья Костич                        |
| 15 июня     | Mediterranee Avenir Касабланка, Марокко Грунт Турнир 2010                                                    | Эльке Лемменс Элизе Мертенс 6-7(5) 7-5 [10-8]        | Анна Познихиренко Марсела Сакариас    |
| 20 июня     | AEGON Junior International Рогемптон, Великобритания Трава Турнир 2010                                       | Кристина Плишкова 6-2 6-4                            | Тара Мур                              |
| 20 июня     | AEGON Junior International Рогемптон, Великобритания Трава Турнир 2010                                       | Ан-Софи Местах Деми Схюрс 6-4 3-6 [10-2]             | Каролина Плишкова Кристина Плишкова   |
| 6 июля      | Airberlin German Juniors Берлин, Германия Грунт Турнир 2010                                                  | Виктория Кан 6-2 6-2                                 | Анника Бек                            |
| 6 июля      | Airberlin German Juniors Берлин, Германия Грунт Турнир 2010                                                  | Натали Беазант Франческа Стивенсон 2-6 6-3 [10-7]    | Маргарита Гаспарян Наталья Вавулина   |
| 13 июля     | Linz ITF Junior Open Линц, Австрия Грунт Турнир 2010                                                         | Дарья Сальникова 6-3 6-3                             | Виктория Малова                       |
| 13 июля     | Linz ITF Junior Open Линц, Австрия Грунт Турнир 2010                                                         | Наталья Костич Шарлен Сеатен Без игры                | Йесика Малечкова Тереза Смиткова      |
| 29 августа  | Canadian Open Junior Championships Репантиньи, Канада Хард Турнир 2010                                       | Каролина Плишкова 6-2 6-3                            | Кристина Дину                         |
| 29 августа  | Canadian Open Junior Championships Репантиньи, Канада Хард Турнир 2010                                       | Каролина Плишкова Кристина Плишкова 6-4 6-4          | Эжени Бушар Габриэла Дабровски        |
| 21 сентября | Perin Memorial Умаг, Хорватия Грунт Турнир 2010                                                              | Наталья Костич 6-1 6-3                               | София Ковалец                         |
| 21 сентября | Perin Memorial Умаг, Хорватия Грунт Турнир 2010                                                              | Луция Бутковска Йована Якшич 6-3 7-5                 | Наталья Костич Дарья Сальникова       |
| 22 ноября   | Yucatan World Cup Мерида, Мексика Хард Турнир 2010                                                           | Лорен Дэвис 4-6 7-5 6-4                              | Моника Пуиг                           |
| 22 ноября   | Yucatan World Cup Мерида, Мексика Хард Турнир 2010                                                           | Исалин Бонавентюре Эстель Касино 6-3 5-7 [10-7]      | Анетт Контавейт Аяка Окуно            |
| 29 ноября   | Eddie Herr International Junior Tennis Championships Брейдентон, США Хард Турнир 2010                        | Лорен Дэвис 6-3 7-5                                  | Юлия Путинцева                        |
| 29 ноября   | Eddie Herr International Junior Tennis Championships Брейдентон, США Хард Турнир 2010                        | Ан-Софи Местах Деми Схюрс 6-4 4-6 [10-8]             | Дженнифер Брэди Лорен Херринг         |

### Наиболее интересные региональные соревнования
| Дата начала | Турнир                                                            | Чемпионы (Счёт финала)                     | Финалисты                    |
| ----------- | ----------------------------------------------------------------- | ------------------------------------------ | ---------------------------- |
| 19 июля     | Чемпионат Европы Клостерс-Зернойс, Швейцария Грунт Турнир 2010    | Яна Чепелова 6-2 6-3                       | Лара Арруабаррена            |
| 19 июля     | Чемпионат Европы Клостерс-Зернойс, Швейцария Грунт Турнир 2010    | Яна Чепелова Шанталь Шкамлова 6-1 6-4      | Деми Схюрс Сабин ван дер Сар |
| 11 октября  | Pan American Closed ITF Championships Талса, США Хард Турнир 2010 | Мэдисон Киз 6-2 6-1                        | Кристина Макарова            |
| 11 октября  | Pan American Closed ITF Championships Талса, США Хард Турнир 2010 | Мэдисон Киз Энни Малхолланд 6-2 4-6 [10-5] | Уитни Кэй Моника Туревич     |